# Record of Lodoss War (manga)
La seguente è una lista dei manga pubblicati relativi al franchise fantasy Record of Lodoss War ideato da Ryō Mizuno.

## Record of Lodoss War: La strega grigia
Record of Lodoss War: La strega grigia (灰色の魔女?, Haiiro no majō) è un manga pubblicato nel 1998 dalla Kadokawa Shoten e realizzato da Ryō Mizuno e Yoshihiko Ochi

### Trama
In un remoto passato una tremenda guerra fra la Dea della Creazione e la Dea della Distruzione aveva fatto tremare le terre emerse. Entrambe le dee però morirono nella guerra creando quella che la gente considera una terra maledetta: l'isola di Lodoss. Centinaia di anni dopo qualcosa di malvagio però sta rinascendo all'interno di Lodoss proprio nel momento in cui decenni di guerre sembrano arrivare a conclusione. Per tentare di evitare che il peggio accada, il giovane cavaliere Parn, insieme al suo gruppo di coraggiosi eroi dovranno imbarcarsi in una battaglia epica che vedrà di nuovo fronteggiarsi il bene ed il male.

### Titoli internazionali
- Stati Uniti Record of Lodoss War: The Grey Witch
- Germania Record of Lodoss War: Die Graue Hexe
- Spagna Record of Lodoss War: La bruja gris

## Record of Lodoss War: Le cronache dell'eroico cavaliere
Record of Lodoss War: Le cronache dell'eroico cavaliere (英雄騎士伝?, Eiyū senshi-den) è un manga pubblicato nel 1998 dalla Kadokawa Shoten e realizzato da Ryō Mizuno e Masato Natsumoto.

### Trama
Sono passati cinque anni da quando l'eroico gruppo di sei guidato da Parn sconfisse l'avanzata delle armate di Marmo, l'isola oscura, salvando l'isola maledetta di Lodoss. Da quel giorno i sopravvissuti a quella battaglia vengono onorati come eroi, e le loro gesta hanno assunto contorni da leggenda. Ma le minacce per l'isola di Lodoss non sono finite, ed i vecchi eroi saranno affiancati da un nuovo gruppo di avventurieri nella nuova guerra che sta per scoppiare su Lodoss.

### Titoli internazionali
- Stati Uniti Record of Lodoss War: Chronicles of the Heroic Knight
- Portogallo Crônicas da Guerra de Lodoss: A Lenda do Cavaleiro
- Germania Record of Lodoss War: Die Chroniken von Flaim
- Spagna Record of lodoss war: La leyenda del caballero heroico

## Record of Lodoss War: La guerriera di Pharis
Record of Lodoss War: La guerriera di Pharis (ファリスの聖女?, Farisu no seijo) è un manga pubblicato nel 2001 dalla Kadokawa Shoten e realizzato da Ryō Mizuno e Akihiro Yamada.

### Trama
Un malvagio sovrano risveglia un esercito di demoni affinché possa servirsi dei loro poteri. Tuttavia il sovrano muore nell'intento ed i demoni infestano l'isola di Lodoss. I vari regni dell'isola dovranno coalizzarsi per fare fronte comune al nemico. Ad affrontare i demoni verrà incaricata la sacerdotessa di Faris, che riunirà un gruppo di eroi che la coadiuveranno nell'impresa.

### Titoli internazionali
- Stati Uniti Record of Lodoss War:Record of Lodoss War: The Lady of Pharis
- Francia Lodoss, la dame de Falis
- Spagna Record of Lodoss War: La dama de Faris

## Record of Lodoss War: La storia di Deedlit
Record of Lodoss War: La storia di Deedlit (ディードリット物語?, Dīdoritto monogatari) è un manga pubblicato nel 2002 dalla Kadokawa Shoten e realizzato da Ryō Mizuno e Setsuko Yoneyama.

### Trama
La storia ha inizio dopo la fine della prima serie OAV. Parn e Deedlit vivono insieme e sono ancora innamorati. Tuttavia Estas, un elfo alto amico d'infanzia di Deedlit la va a cercare per convincerla a tornare nella Foresta del non ritorno, dove vivono gli elfi, non nutrendo alcuna fiducia nei confronti degli umani. Deedlit riuscirà a fargli cambiare idea.

### Titoli internazionali
- Stati Uniti Record of Lodoss War: Deedlit's Tale
- Germania Record of Lodoss War: Deedlit
- Spagna Record of Lodoss war: La historia de Deedlit